# Palais Castelmur
Ne doit pas être confondu avec Château de Castelmur.
Le palais Castelmur, appelé en italien Palazzo Castelmur, est un bâtiment situé à Coltura, sur le territoire de la commune grisonne de Bregaglia, en Suisse.

## Histoire
Le cœur du palais actuel vient d'un manoir datant de 1723 et appartenant à la famille Redolfi. Entre 1850 et 1854, le baron Giovanni von Castelmur et son épouse Annetta rénovent et agrandissent le bâtiment, en particulier avec l'ajout d'une façade ornée de deux tours.
En 1961, les descendants de la famille de Castelmur transforment le palais en château et en font don à la commune. Inscrit comme bien culturel suisse d'importance nationale, il est maintenant ouvert au public en été.

## Sources
- (de) Cet article est partiellement ou en totalité issu de l’article de Wikipédia en allemand intitulé « Palazzo Castelmur » (voir la liste des auteurs).